# Fouke-monstret
Fouke-monstret är en legendarisk varelse som sägs finnas nära staden Fouke i Arkansas, USA. Monstret sågs till under det tidiga 1970-talet, då den attackerade en familj. Man såg monstret först vid Jonesville/Boggy Creek-området, där det visade sig att den hade dödat boskap. Rapporter om monstret kom in flera hundra kilometer nord och öst från Fouke.
Monstret fick sitt namn av journalisten Jim Powell, som rapporterade om det i de lokala tidningarna Texarkana Gazette och Texarkana Daily News. Monstret har varit inspiration till ett flertal filmer och böcker. Man spekulerar i att det i själva verket handlar om en björn, en puma, möjligtvis en bigfoot eller en annan sorts humanoid livsform.

## Utseende
Man beskriver monstret som en stor humanoid varelse täckt i långt, mörkt hår. Den ska vara runt 2,5 meter lång och väga runt 150 kilo. Vittnen påstår att dess kropp är upp emot en meter bred. I senare rapporter sades det att monstret var mycket större än vad man tidigare trott; upp till 3,3 meter långt och 200 kilo tungt.
Andra rapporter beskriver att varelsen ska vara lik en apa med hängande armar och böjd kropp. Monstret skulle även lukta starkt och ha ljusa röda ögon.
Ett antal fotavtryck och klomärken har hittats som sägs vara spår av monstret. Ett av fotspåren sägs vara 20 centimeter långt och i en annan rapport nämner man att varelsen bara har tre tår.

## Kronologi

### Innan 1971
De flesta fallen kommer från tidigt 1970-tal. Men boende i Foukes hävdar att en apliknande varelse har varit i området sedan 1964, fastän informationen då aldrig nådde ut till media. Människor i Fouke säger att man sett varelsen 1946. De flesta tidiga rapporterna kom från Jonesville. Under denna period kallade man varelsen för "Jonesville-monstret".

### Efter 1971
Trots att det fanns tidigare rapporter om monstret så blev det inte känt förrän 1971,då det skulle ha attackerat Bobby Ford och hans fru Elizabeth sent på natten den första maj.
Monstret ska ha attackerat Elizabeth Ford då hon sov på en soffa, genom att krossa ett fönster nära henne. Hon trodde först att det var en björn, och varelsen jagades snabbt iväg av hennes man och dennes bror, som var på väg hem från en jakt. Varelsen kom tillbaka strax efter midnatt (den 2 maj), då den ska ha tagit tag i Bobby Fords axlar och kastat honom på marken. Bobby lyckades komma undan och behandlades sedan på S:t Michael Hospital i Texarkana för rivsår på ryggen.
Under attacken ska familjen Ford ha skjutit monstret ett flertal gånger, men inga blodspår hittades. Man samlade ihop en grupp som sökte efter monstret, men det hittades inte. Dock hittade man fotavtryck med tre tår, rivsår på Fords egendom samt skador på fönster.
Enligt familjen Ford hade de hört något röra sig utanför huset under natten, flera nätter i rad innan attackerna. Familjen Ford hade bara bott i huset under några veckor och hade aldrig stött på en sådan varelse förut.
Monstret sågs igen den 23 maj, då tre människor, Woods och hans fru Wilma, och fru Sedgass, såg en apliknande varelse springa över en motorväg (Highway 71).
De bästa fotavtrycken hittades i ett sojafält tillhörande Willie Smith, ägare av en bensinstation. Precis som Ford-avtrycken visade sig dessa avtryck bara ha tre tår.
Man började intressera sig för varelsen under tidigt 1970-tal då det fanns ett ökat intresse för jägare och turister. Strax efter att nyheten blev känd satte man ett pris på monstret på 1090 dollar (c:a 10,000 kronor) för den som kunde döda eller fånga det. Jägare antog utmaningen, men kunde inte spåra det eftersom hundarna inte kunde känna av monstrets lukt.
Efter en tid började folk att tröttna på incidenten, och intresset avtog fram till 1973, men kom åter då Charles B. Pierce skapade sin dokumentär-liknande skräckfilm som baserades på monster-legenden. Då årsskiftet 1974 närmade sig hade allt intresse för monstret avtagit, och inga nya möten med monstret inträffade. Det började igen i mars 1978 då nya avtryck hittades av två bröder i Russellville.
Under denna tid anklagar man monstret för att ha attackerat boskap och ett antal hundar.
Efter de första observationerna har monstret setts av och till. Under 1991 hade man tydligen sett monstret hoppa från en bro.

## Bluff?
En månad efter att familjen Ford sett monstret, uttalade arkeologen Doktor Frank Schambagh att:
Det är 99 procents chans att fotavtrycken är en bluff.
Enligt Schambagh kunde avtrycken inte ha varit från varken människa eller apa,  som vittnena sa, eftersom de hade tre tår, då alla däggdjur och humanoider (nu som då) har fem tår. Han noterar också att regionen aldrig haft någon form av förhistoriska människor.

## Foukemonstret i filmens värld
Legenden om Boggy Creek
Man använde rapporterna om monstret till att göra en film vid namn The Legend of Boggy Creek (Legenden om Boggy Creek), som visades överallt i landet. Filmen skrevs av Earl E. Smith och regisserades av Charles B. Pierce.
Mycket av filmen filmades i Fouke och Texarkana, men det finns vissa delar som man filmade i Shreveport i Louisiana. Många av skådespelarna var verkliga människor som bodde i Fouke och Texarkana. Filmen är 87 minuter lång, och ska ha kostat 165,000 dollar att skapa (c:a 1,650 000 kronor). Den drog in 22 miljoner dollar.
Åter till Boggy Creek
Den andra filmen om monstret är helt fiktiv. Den hette Return to Boggy Creek (Åter till Boggy Creek) och släpptes 1977. Den var skriven av Tom Moore och regisserades av John David Woody. Precis som i första filmen så filmade man i Fouke, men det mesta materialet kommer från andra platser, så som Texas och Louisiana.
Det Barbariska Monstret från Boggy Creek, Del 2
År 1985 kom ännu en film om monstret i Fouke. Den hette The Barbaric Beast of Boggy Creek, Part II (Det Barbariska Monstret från Boggy Creek) och skrevs som en uppföljare till den första filmen, Legenden om Boggy Creek. Återigen skrev och regisserade Charles B. Pierce filmen. Allt material filmades i Fouke, plus lite extra från ett universitet i Arkansas.

## Kuriosa
- Under 1971 fick tre personer böta 59 dollar (c:a 600 kronor) vardera efter att de skrivit en falsk "monster-rapport".
- Då jägarna började intressera sig för att jaga monstret fick sheriffen i Miller County utfärda ett vapenförbud för att skydda lokalbefolkningen.